# Seznam senatorjev prve italijanske legislature
Seznam senatorjev 1. legislature Republike Italije (8. maja 1946 - 24. junija 1953) je urejen po političnih strankah.

## Krščanska demokracija
- Alberti Antonio
- Aldisio Salvatore
- Angelini Cesare
- Angelini Nicola
- Azara Antonio
- Baracco Leopoldo
- Bareggi Antonio
- Bastianetto Celeste
- Battista Emilio
- Bellora Pietro
- Benedetti Luigi
- Bertini Giovanni
- Bertone Giovanni Battista
- Bisori Guido
- Bo Giorgio
- Boggiano Pico Antonio
- Borromeo Luigi
- Bosco Giacinto
- Bosco Lucarelli Giambattista
- Braccesi Giorgio
- Braitenberg Carlo
- Braschi Giovanni
- Bruna Settimio
- Bubbio Teodoro
- Buizza Angelo
- Canaletti Gaudenti Alberto
- Caporali Raffaele
- Cappa Paolo
- Carbonari Luigi
- Carboni Enrico
- Carelli Mario
- Caristia Carmelo
- Caron Giuseppe
- Carrara Giovanni
- Casardi Ferdinando
- Caso Giovanni
- Cemmi Angelo
- Cerica Angelo
- Cerulli Irelli Giuseppe
- Ceschi Stanislao
- Ciampitti Giovanni
- Ciasca Raffaele
- Ciccolungo Nicola
- Cingolani Mario
- Conci Enrico
- Corbellini Guido
- D'Incà Agostino
- Damaggio Giuseppe
- De Bosio Francesco
- De Gasperis Giovanni
- De Luca Carlo
- De Luzenberger Raul
- De Pietro Michele
- Di Rocco Angelo
- Donati Albino
- Elia Raffaele
- Falck Enrico
- Fantoni Luciano
- Farioli Domenico
- Ferrabino Aldo
- Focaccia Basilio
- Galletto Bortolo
- Gava Silvio
- Gelmetti Umberto
- Genco Giacinto
- Gerini Alessandro
- Giardina Camillo
- Gortani Michele
- Grava Carlo
- Guarienti Ugo
- Guglielmone Teresio
- Italia Salvatore
- Jacini Stefano
- Jannuzzi Onofrio
- Lamberti Giovanni
- Lanzara Goffredo
- Lavia Giuseppe
- Lazzaro Federico
- Lepore Antonio
- Lodato Ignazio
- Longoni Mario
- Lorenzi Angelo
- Lovera Felice
- Magli Arcangelo
- Magliano Giuseppe
- Magrì Domenico
- Marchini Camia Francesco
- Marconcini Federico
- Martini Ferdinando
- Medici Giuseppe
- Menghi Vincenzo
- Mentasti Pietro
- Merlin Umberto
- Miceli Picardi Francesco
- Micheli Giuseppe
- Minoja Vittorio
- Monaldi Vincenzo
- Mott Angelo Giacomo
- Ottani Raffaele
- Page Ernesto
- Pallastrelli Giovanni
- Panetti Modesto
- Pasquini Benedetto
- Pazzagli Raffaello
- Pennisi Di Floristella Agostino
- Perini Carlo
- Pezzini Cristoforo
- Pietra Gaetano
- Quagliarello Gaetano
- Raffeiner Giuseppe
- Restagno Pier Carlo
- Ricci Mosè
- Riccio Mario
- Romano Antonio
- Romano Domenico
- Rosati Mariano
- Rubinacci Leopoldo
- Russo Luigi
- Sacco Italo Mario
- Salomone Rocco
- Salvi Emilio
- Samek Lodovici Emanuele
- Sanmartino Salvatore
- Santero Natale
- Sartori Giovanni
- Schiavone Domenico
- Silvestrini Luigi
- Spallino Lorenzo
- Tartufoli Amor
- Tessitori Tiziano
- Tomè Zefferino
- Tommasini Raffaele
- Tosatti Quinto
- Toselli Antonio
- Traina Giuseppe
- Tupini Umberto
- Turco Alessandro
- Uberti Giovanni
- Vaccaro Nicola
- Valmarana Giustino
- Vanoni Ezio
- Varaldo Franco
- Varriale Giuseppe
- Vigiani Maurizio
- Vischia Carlo
- Zane Francesco
- Zelioli Lanzini Ennio
- Ziino Vinicio
- Zoli Adone
- Zotta Mario

## Leva demokracija
- Cermenati Giacomo Attilio
- Del Secolo Floriano
- Lussu Emilio
- Mastino Pietro
- Molè Enrico
- Oggiano Luigi
- Pontremoli Ezio
- Sapori Armando
- Sinforiani Italo
- Veroni Dante

## Komunisti
- Alberganti Giuseppe
- Allegato Luigi
- Alunni Pierucci Francesco
- Banfi Antonio
- Bardini Vittorio
- Barontini Ilio
- Bei Adele
- Bibolotti Aladino
- Bitossi Renato
- Boccassi Carlo
- Bolognesi Severino
- Bontempelli Massimo
- Bosi Ilio
- Cappellini Egisto
- Cerruti Carlo
- Colombi Arturo Raffaello
- D'Onofrio Edoardo
- Fantuzzi Silvio
- Farina Giovanni
- Fedeli Armando
- Ferrari Giacomo
- Fiore Umberto
- Flecchia Vittorio
- Fortunati Paolo
- Gavina Cesare
- Gervasi Galliano
- Ghidetti Vittorio
- Gramegna Giuseppe
- Grieco Ruggero
- Lazzarino Ermanno
- Leone Francesco
- Li Causi Girolamo
- Maffi Fabrizio
- Massini Cesare
- Meacci Gino
- Menotti Clarenzo
- Minio Enrico
- Molinelli Guido
- Montagnana Togliatti Rita
- Montagnani Piero
- Moscatelli Vincenzo
- Musolino Eugenio
- Negarville Celeste Carlo
- Negro Antonio
- Palermo Mario
- Pastore Ottavio
- Pellegrini Giacomo
- Proli Giuseppe
- Pucci Alberto Mario
- Putinati Otello
- Ravagnan Riccardo
- Reale Eugenio
- Ristori Pietro
- Rolfi Federico
- Rossi Giuseppe
- Roveda Giovanni
- Ruggeri Luigi
- Salvagiani Rodolfo
- Scoccimarro Mauro
- Secchia Pietro
- Sereni Emilio
- Sessa Cesare
- Spano Velio
- Spezzano Francesco
- Talarico Alberigo Oreste
- Terracini Umberto
- Troiano Ernesto
- Voccoli Odoardo

## Liberalci
- Angiolillo Renato
- Caminiti Filippo
- Casati Alessandro
- Croce Benedetto
- Fusco Giuseppe
- Lucifero Roberto
- Rubilli Alfonso
- Sanna Randaccio Raffaele
- Tripepi Domenico
- Venditti Mario

## Socialisti
- Adinolfi Pietro
- Alberti Giuseppe
- Barbareschi Gaetano
- Berlinguer Mario
- Buffoni Francesco
- Caldera Carlo
- Casadei Giuseppe
- Castagno Luigi
- Cavallera Giuseppe
- Cermignani Armando
- Cortese Giuseppe
- Cosattini Giovanni
- Fabbri Luigi
- Ferragni Gaetano
- Giacometti Guido
- Giua Michele
- Grisolia Domenico
- Lanzetta Michele
- Lopardi Emidio
- Luisetti Virgilio Mario
- Mancinelli Carmine
- Mancini Pietro
- Marani Pietro
- Mariani Francesco
- Mariotti Attilio
- Merlin Angelina
- Milillo Vincenzo
- Molè Salvatore
- Morandi Rodolfo
- Nobili Oro Tito
- Palumbo Giuseppina
- Pertini Sandro
- Picchiotti Giacomo
- Priolo Antonio
- Rizzo Domenico
- Romita Giuseppe
- Tambarin Antonio
- Tamburrano Luigi
- Tignino Rocco Salvatore
- Tonello Tommaso
- Torelli Pietro

## Republikanci
- Bergmann Giulio
- Boeri Giovanni Battista
- Conti Giovanni
- Della Seta Ugo
- Facchinetti Cipriano
- Macrelli Cino
- Malintoppi Enrico
- Parri Ferruccio
- Raja Giovan Battista
- Ricci Federico
- Sforza Carlo
- Spallicci Aldo

## Socialni demokrati
- Anfossi Giovanni Secondo
- Armato Arturo
- Asquini Giuseppe
- Beltrand Spartaco
- Bocconi Alessandro
- Canepa Giuseppe
- Canevari Emilio
- Carmagnola Luigi
- D'Aragona Ludovico
- Di Giovanni Eduardo
- Filippini Giuseppe
- Ghidini Gustavo
- Gonzales Enrico
- Mazzoni Nino
- Momigliano Riccardo
- Montemartini Gabriele Luigi
- Persico Giovanni
- Piemonte Giuseppe Ernesto
- Pieraccini Gaetano
- Rocco Luigi
- Tissi Attilio
- Zanardi Francesco
- Zerboglio Adolfo

## Mešana skupina
- Abbiate Mario
- Bencivenga Roberto
- Benedetti Tullio (Monarhistična nacionalna stranka)
- Bergamini Alberto
- Bonomi Ivanoe
- Buonocore Giuseppe
- Cadorna Raffaele
- Coffari Iginio
- De Nicola Enrico
- Fazio Egidio
- Franza Enea (Italijansko socialno gibanje)
- Frassati Alfredo
- Gasparotto Luigi
- Labriola Arturo
- Lanza Filingeri Stefano (Monarhistična nacionalna stranka)
- Merzagora Cesare
- Nacucchi Nicola
- Nitti Francesco Saverio
- Orlando Vittorio Emanuele
- Paratore Giuseppe
- Pezzullo Raffaele
- Porzio Giovanni
- Reale Vito
- Ronco Nino
- Ruini Meuccio
- Santonastaso Giuseppe
- Termini Francesco
- Tomasi della Torretta Pietro